# تشكيل بجدائل الطين

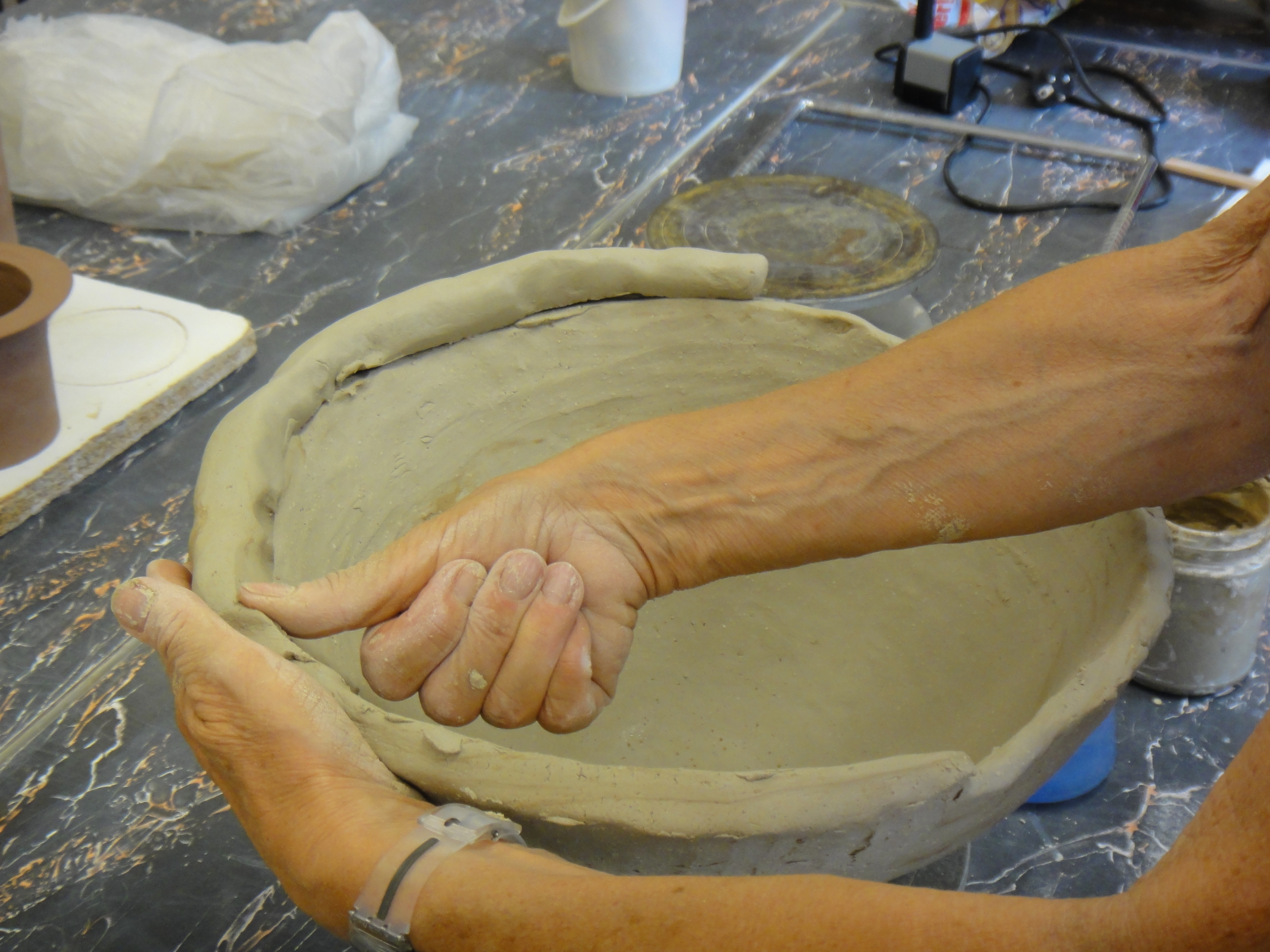
صنع وعاء بجدائل الطين

التشكيل بجدائل الطين أو اللف هو وسيلة لصنع الفخار . وقد استخدم لتشكيل الصلصال في السفن لعدة آلاف من السنين خلت. عُثر عليها عبر ثقافات العالم، مثل إفريقيا واليونان والصين وثقافات الأمريكيين الأصليين في المكسيك الجديدة. من الممكن باستخدام تقنية اللف بناء أوعية ذات جدران أكثر سمكًا أو أطول، وهو ما لم يكن ممكنًا باستخدام الطرق السابقة. تسمح هذه التقنية بالتحكم في الجدران أثناء بنائها وتسمح بالبناء فوق الجدران لجعل السفينة تبدو أكبر ومنتفخة إلى الخارج أو ضيقة إلى الداخل مع تقليل خطر الانهيار. للقيام بذلك، يأخذ الخزّاف مادة مرنة (عادةً الطين) ثم يلفها حتى تشكل ملفًا أو أسطوانة طويلة مرنة. ومن خلال وضع ملف فوق الآخر، يمكن تشكيل أشكال مختلفة. وبما أن ذلك يجري عندما لا يزال الطين طازجًا وناعمًا فيمكن ربط الملفات الفردية بسلاسة بضغط بسيط، بدلاً من تطبيق الانزلاق على السطح.